# داوید دی دوناتلو
داوید دی دوناتلو (به ایتالیایی: David di Donatello) مجموع جوایزی است که به آثار سینمایی در ۲۶ رشته توسط آکادمی فیلم ایتالیا اهدا می‌شود. اولین مجموعه از این جوایز در پاییز ۱۹۵۵ در روم اهدا شد.

## جوایز
- بهترین فیلم
- بهترین کارگردان
- بهترین کارگردان جدید
- بهترین فیلم‌نامه‌نویس
- بهترین تهیه‌کننده
- بهترین بازیگر مرد
- بهترین بازیگر زن
- بهترین بازیگر نقش مکمل مرد
- بهترین بازیگر نقش مکمل زن
- بهترین فیلمبرداری
- بهترین موسیقی
- بهترین آهنگ اورجینال
- بهترین طراحی صحنه
- بهترین طراحی لباس
- بهترین چهره‌پردازی
- بهترین طراحی مو
- بهترین تدوین
- بهترین صدا
- بهترین جلوه‌های ویژه
- بهترین مستند
- بهترین فیلم مستند
- بهترین فیلم کوتاه
- جایزه داوید جووانی